# Schizoscelus ornatus
Schizoscelus ornatus är en kräftdjursart som beskrevs av Claus 1879. Schizoscelus ornatus ingår i släktet Schizoscelus och familjen Parascelidae. Inga underarter finns listade i Catalogue of Life.